# Gary Brabham
Gary Brabham (n. 29 martie 1961, Greater London, Anglia, Regatul Unit) este un fost pilot australian de Formula 1 care a evoluat în Campionatul Mondial în 1990. Este fiul cel mijlociu al lui Jack Brabham, cel care a câștigat Formula 1 în 1959, 1960 și 1966, și fratele lui David Brabham, prezent și el în F1 în sezonul 1990 și 1994.

## Cariera în Formula 1
| Sezon | Echipă               | Puncte      | Loc clasament general |
| ----- | -------------------- | ----------- | --------------------- |
| 1988  | Benetton Formula Ltd | Pilot teste | -                     |
| 1989  | Benetton Formula Ltd | Pilot teste | -                     |
| 1990  | Life Racing Engines  | 0           | -                     |